# شوالیه ماه
شوالیه ماه (به انگلیسی: Moon Knight) یک شخصیت تخیلی و ابرقهرمان در کمیک‌های مارول کامیکس است. این کاراکتر به دست داگ موئنچ و دان پرلین خلق شده و در کمیک گرگینه در شب شماره ۳۲ام (اوت ۱۹۷۵) معرفی شد. شوالیه ماه که قدرت‌هایش شامل ورزشکار عالی، استاد هنرهای رزمی و مبارزهٔ تن به تن، فنا ناپذیر بودن (البته تا زمانی که خدای ماه هر وقت می‌میرد او را به زندگی برگرداند)، مقاوم به برخی حملات ذهنی، آکروبات، ژیمیناست، کاراگاه حرفه‌ای، خلبان و شمشیرزن خبره، صاحب سلاح‌های مدرن و سنتی می‌شود، عضو گروه‌های ابرقهرمانانه‌ای چون انتقام جویان سری، انتقام‌جویان ساحل غربی، پسران نیمه شب، مدافعان، شوالیه‌های مارول و قهرمانانی برای استخدام است.
شوالیه ماه توسط اسکار آیزاک در مجموعهٔ تلویزیونی شوالیه ماه (۲۰۲۲) به تصویر کشیده شده است. این شخصیت توسط مجله ویزارد به عنوان صد و چهل و نهمین شخصیت برتر کتاب‌های مصور در تمام دوران‌ها رتبه‌بندی شد. آی‌جی‌ان شوالیه ماه را هشتاد و نهمین شخصیت برتر کتاب‌های کمیک رتبه‌بندی کرده است و بیان می‌کند که او کمابیش مفهومی است که اگر بتمن دچار اختلال تجزیه هویت شود چه اتفاقی می‌افتد.